# Tropidion epaphum
Tropidion epaphum är en skalbaggsart som först beskrevs av Berg 1889.  Tropidion epaphum ingår i släktet Tropidion och familjen långhorningar.
Artens utbredningsområde är Paraguay. Inga underarter finns listade i Catalogue of Life.